# Escadron d'instruction en vol Limousin
L’escadron d'instruction en vol « Limousin » (EIV « Limousin ») est une unité d'instruction de l'armée de l'air française équipée de Pilatus PC-21, basée sur la base aérienne 709 de Cognac-Châteaubernard. Ses avions portent un code en 709-xy. Elle tient ses traditions du Groupe de Chasse I/9 créé en novembre 1939.

## Historique

### Les origines
Le GC (groupe de chasse) 1/9 est créé à Oran le 1er novembre 1939. Alors composé de deux escadrilles, "Vautour" et "Tête de sarigue", il est équipé de Morane-Saulnier MS.406. Il participe à la campagne de France où il sera brièvement engagé, avant d'être dissous le 22 août 1940 à Bizerte.
Le 1er décembre 1944, le GC 1/9 ré-apparait à Meknès sous l'appellation « Limousin ». Équipé de P-39N Airacobra, puis de P-63 Kingcobra à Reghaia (Algérie), il est à nouveau dissous le 1er mars 1946 à Oran.
Le GC 1/9 « Limousin » est reconstitué le 15 juin 1950 à Oran, pour participer aux opérations en Indochine. Il est alors équipé de F6F Hellcat, puis de F8F Bearcat. Pendant son séjour à Saïgon, le "Vautour" devient "Aigle" et le "Sarigue" devient "Fennec". Le groupe réalisera plus de 1600 sorties de guerre. Il est à nouveau dissous à Tourane le 1er novembre 1952.
Le Groupe de chasse 1/9 « Limousin » a été cité deux fois à l'ordre de l'Armée aérienne, et le droit au port de la fourragère "Théâtre opérations extérieures" (T.O.E) lui a été attribué en septembre 1953.

### Sur F-84

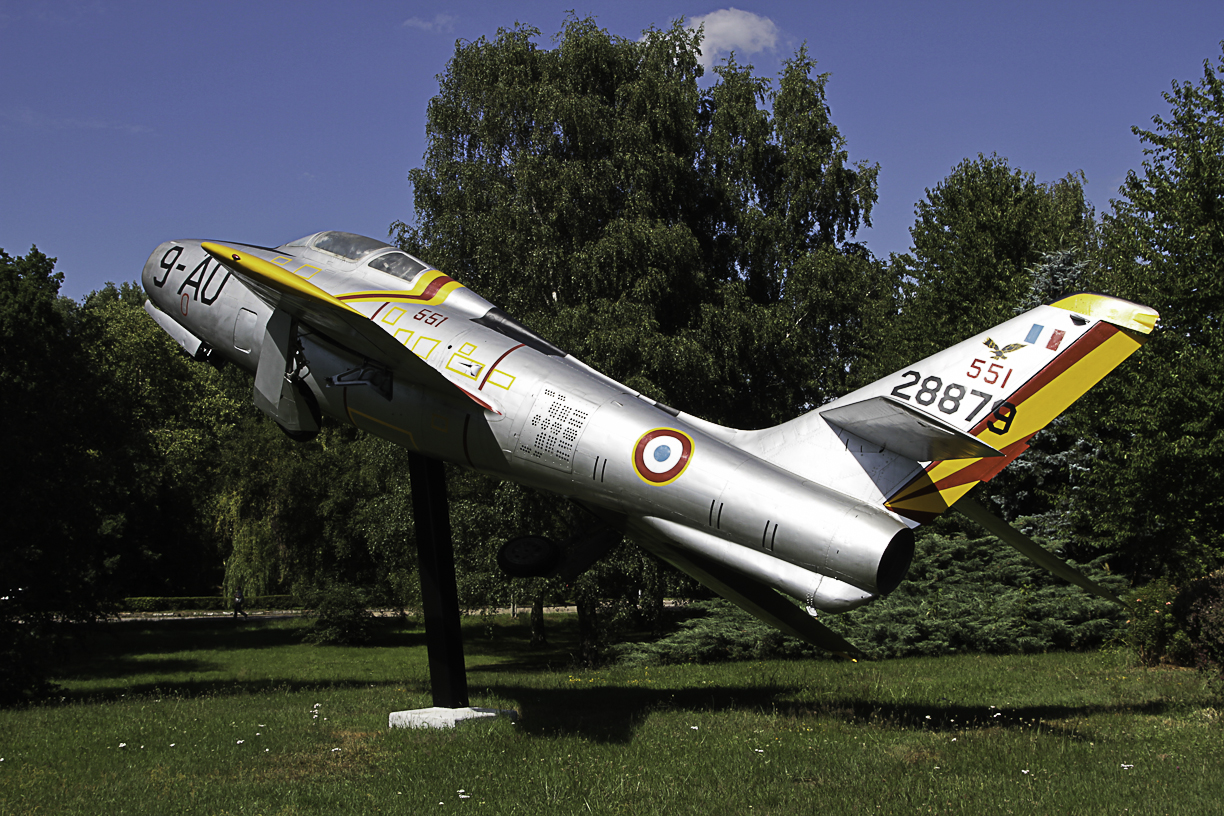
F-84F aux couleurs de l'EC 1/9 « Limousin » exposé en stèle sur la BA128.

L'escadron de chasse 1/9 « Limousin » est créé le 1er avril 1954 sur la base de Base aérienne 139 Lahr, en reprenant les traditions du groupe de chasse 1/9 « Limousin ».
D'abord équipé de F-84G Thunderjet, il passe sur F-84F Thunderstreak en juillet 1956. Quelques mois plus tôt, en mai 1956, il avait rejoint la base aérienne 128 Metz-Frescaty.
L'escadron est dissous le 30 juin 1965 en même temps que la 9e Escadre de Chasse à laquelle il était rattaché.

### Sur Jaguar
La 7e escadre de chasse est enrichie d'un quatrième escadron quand l'escadron de chasse 4/7 « Limousin » est constitué le 1er avril 1980 sur la base d'Istres. Il reprend les traditions de l'escadron de chasse 1/9 « Limousin ». 
Sa mission principale est la frappe nucléaire pré-stratégique (mission principale des Mirage IIIE de la 4e escadre de chasse de Luxeuil), avec en missions secondaires la couverture aérienne à basse altitude et l'attaque de navires. Il est équipé de quinze SEPECAT Jaguar (dont 2 biplaces) porteurs d'une immatriculation en 7-Nx. L'arme nucléaire était l'AN-52 de 25 kilotonnes.
L'escadron est dissous le 31 juillet 1989.

### Sur Mirage 2000N

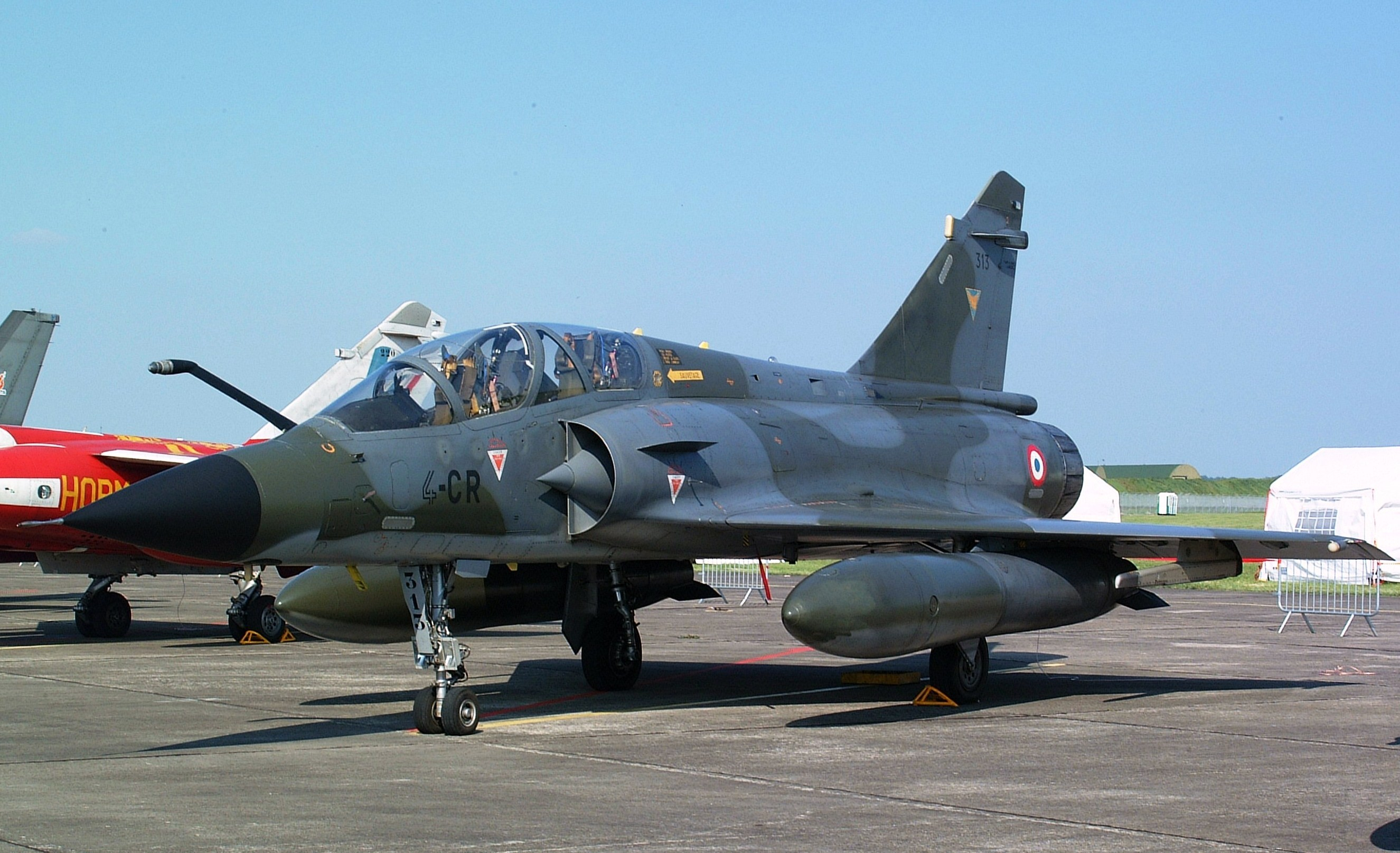
Un Mirage 2000N du 3/4 « Limousin » en 2004.

L'escadron renaît le 1er août 1989 en tant que le 3/4 « Limousin » est rattaché à la 4e escadre de chasse de Luxeuil. L'escadron reste sur la Base aérienne 125 Istres-Le Tubé. Il effectue sa transition sur Mirage 2000N. 

Le 8 juin 1991, l'escadron se voit ajouter une troisième escadrille, la SPA 96 « Le Gaulois ». Il passe sous commandement des Forces aériennes stratégiques le 1er septembre 1991.
Sa mission initiale, héritée de l'EC 4/7 « Limousin », était la frappe nucléaire pré-stratégique. Elle est devenue en 1996 la frappe nucléaire stratégique, en remplacement des Mirage IV. Depuis 1992, l'escadron assure une mission secondaire d'assaut conventionnel tous-temps. 
En décembre 1994, un détachement de l'unité part pour Cervia en Italie. L'EC 3/4 « Limousin » réalisera 10 missions de guerre au-dessus de la Bosnie, des missions de bombardement conventionnel.

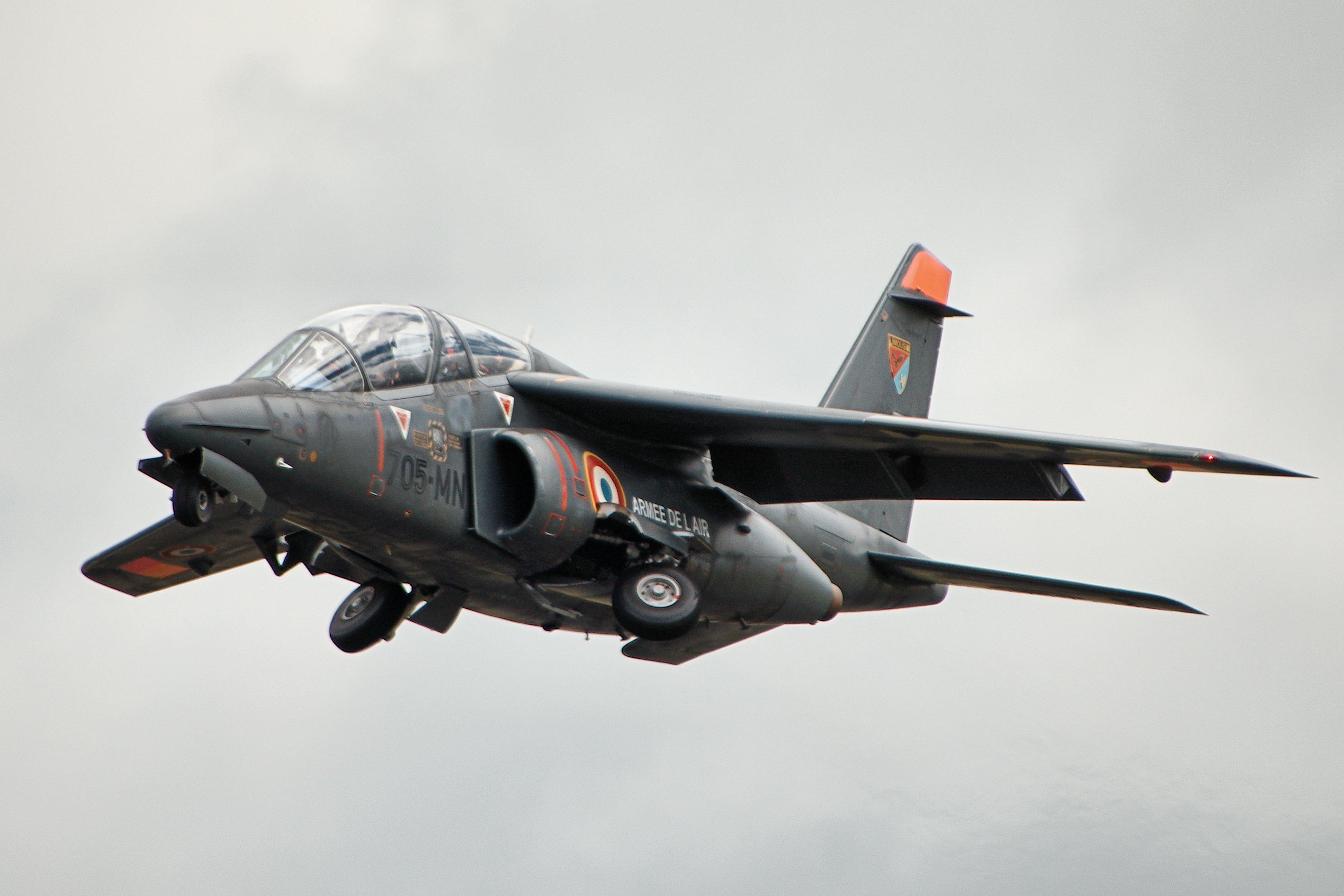
Alpha Jet E du 3/4 « Limousin » en 2016.

En 2011, à la suite de la réorganisation des forces aériennes stratégiques qui accompagne le Livre Blanc de la Défense il est dissout le 1er septembre. Il est remplacé à Istres par l'Escadron de chasse 2/4 La Fayette.

### Alpha Jet
L'escadron renaît le 13 septembre 2012, sur la Base aérienne 705 de Tours, en tant qu'escadron d'instruction en vol 3/4 « Limousin », en lieu et place du 1er escadron d'instruction en vol « Henri Arnaud », au sein de l''Ecole de l'aviation de chasse 314 "Christian Martell".
L'appareil utilisé est le Dassault-Dornier Alphajet.

### PC-21
En septembre 2020, l'escadron dorénavant appelé simplement "Escadron d'instruction en vol Limousin", s'installe à Cognac, dans le cadre du projet FOMEDEC qui consiste à rénover la formation des équipages de chasse et remplacer les Alpha Jet par des Pilatus PC-21. L'escadron s'occupe principalement de former les stagiaires de la phase "Advanced" à l'issue de laquelle ils recevront leur brevet de pilote ou navigateur de combat.

## Appellations successives
- Groupe de chasse I/9 (1er novembre 1939 au 22 août 1940 et du 1er décembre 1944 au 1er avril 1945)

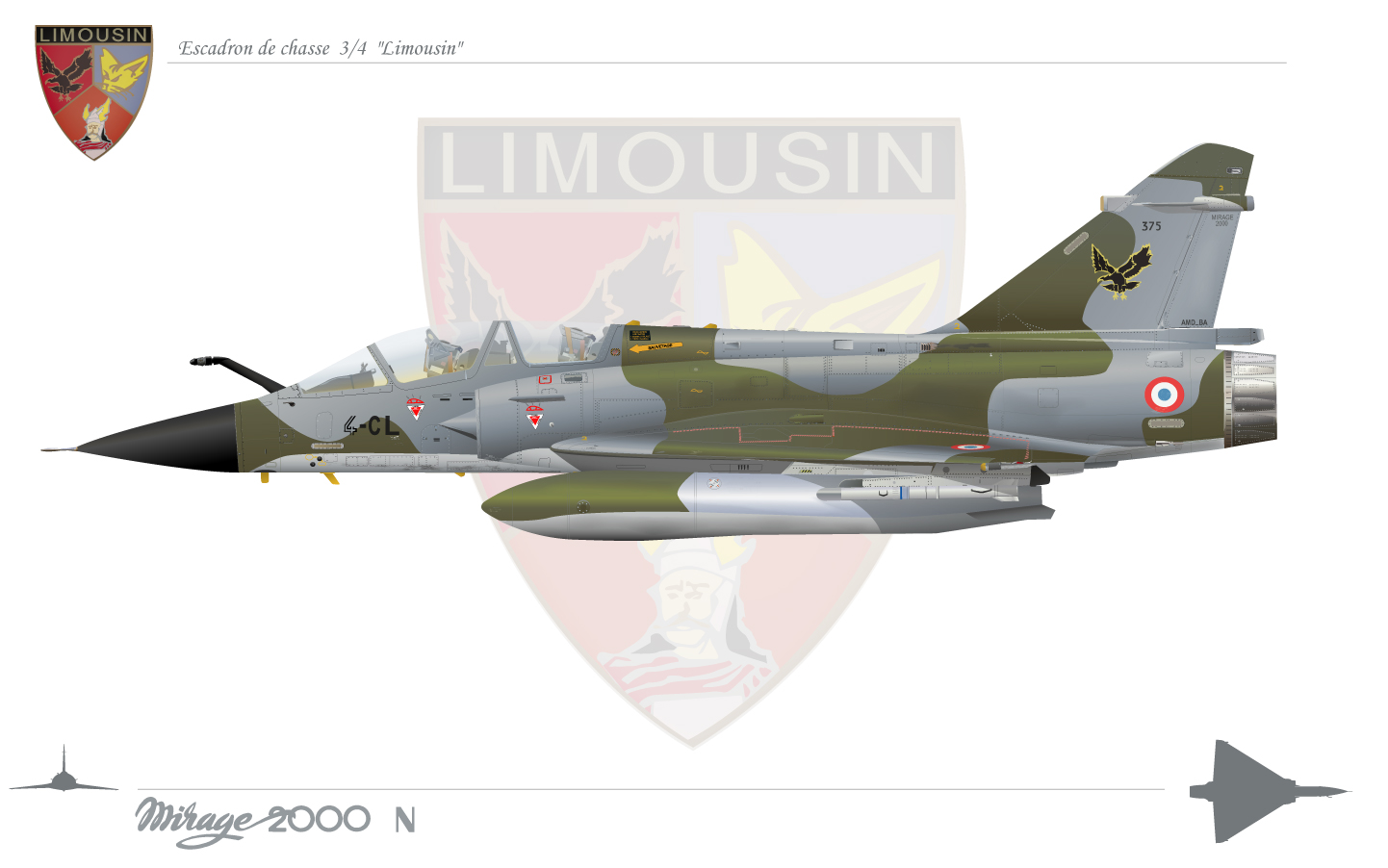
Mirage 2000 N « escadron Limousin ».

- Groupe de chasse I/9 « Limousin » (1er avril 1945 au 1er décembre 1950)
- Groupe Mixte I/9 « Limousin » (1er décembre 1950 au 1er novembre 1952)
- Escadron de chasse 1/9 « Limousin » (1er avril 1954 au 1er juillet 1965)
- Escadron de chasse 4/7 « Limousin » (1er avril 1980 au 31 juillet 1989)
- Escadron de chasse 3/4 « Limousin » (1er août 1989 au 31 août 2011)
- Escadron d'instruction en vol 3/4 « Limousin » (depuis le 13 septembre 2012)
- Escadron d'instruction en vol « Limousin » (depuis le 16 septembre 2020)

## Affectations successives
- 5e Escadre de Chasse 1er avril 1945 au 1er mars 1946)
- 1re Escadre de Chasse (15 juin 1950 au 1er décembre 1950)
- 9e Escadre de Chasse (1er avril 1954 au 1er juillet 1965)
- 7e Escadre de Chasse (1er avril 1980 au 31 juillet 1989)
- 4e Escadre de Chasse (1er août 1989 au 26 août 1993)
- École de l'aviation de chasse (depuis le 13 septembre 2012)

## Escadrilles
- 1re escadrille GC 1/9 "Aigle Déployé"
- 2e escadrille GC 1/9 "Fennec"
- 3e escadrille SPA 96 "La Gauloise" du (3 septembre 1991 au 31 août 2011)

## Bases
- Oran (Algérie) : 1939
- Meknès (Maroc) : 1944
- Saïgon (Indochine) : 1950
- Base aérienne 139 Lahr : 1er avril 1954 - mai 1956
- Base aérienne 128 Metz-Frescaty : mai 1956 - 1er juillet 1965
- Base aérienne 113 Saint-Dizier : 1er avril 1980 au 1er août 1980
- Base aérienne 125 Istres-Le Tubé : 1er août 1980 au 31 août 2011
- Base aérienne 705 Tours : du 13 septembre 2012 au 5 juin 2020
- Base aérienne 709 Cognac-Châteaubernard : depuis le 16 septembre 2020

## Appareils

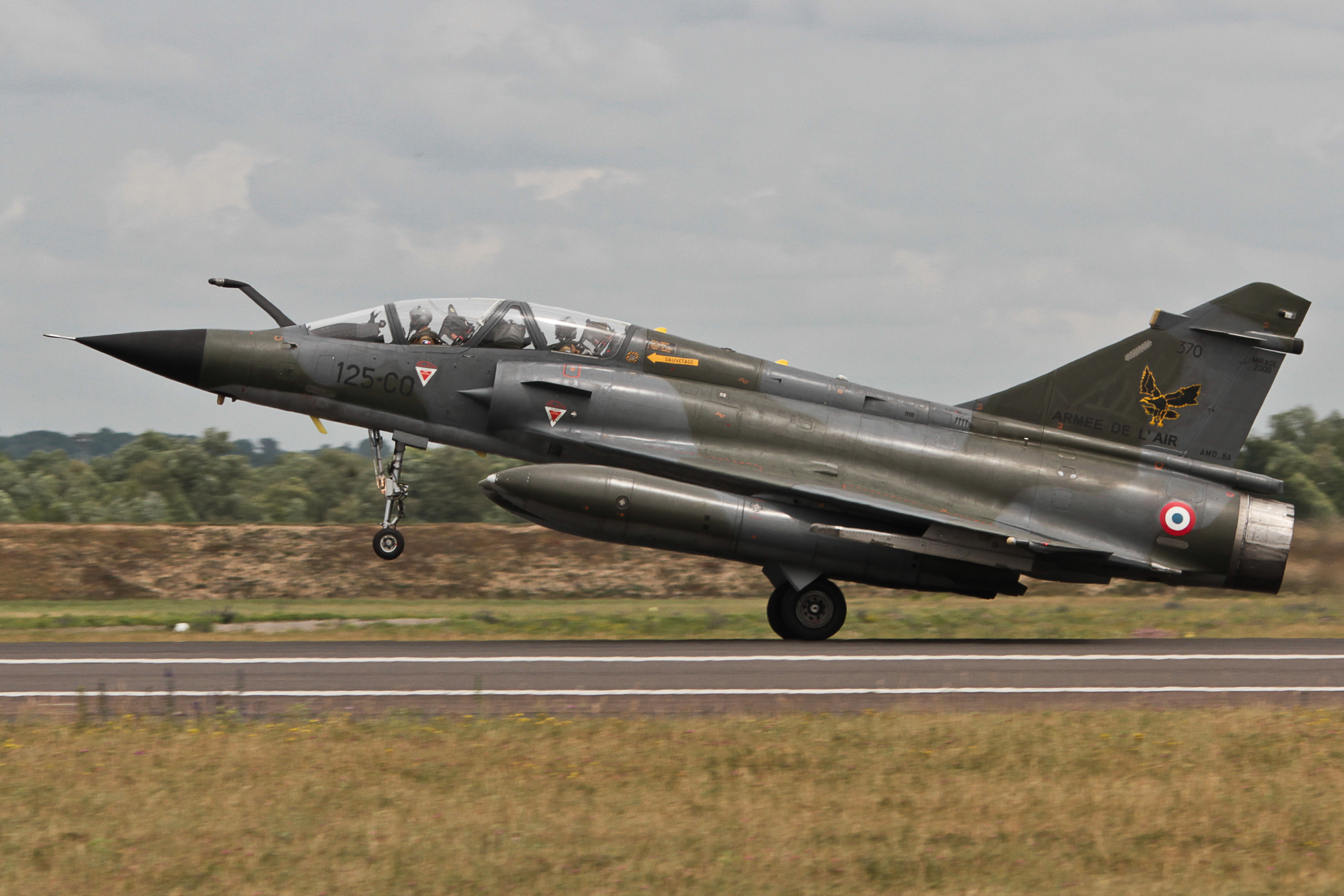
Mirage 2000N no 370 125-CO du « Limousin » à Saint Dizier en 2011.

- Morane-Saulnier MS.406 : 1939 - 1940
- Bell P-39 Airacobra : 1944
- Bell P-63 Kingcobra : 1945 - 1946
- Grumman F6F Hellcat : 1950
- Grumman F8F Bearcat : 1951 - 1952
- F-84G Thunderjet : 1er avril 1954 - juillet 1956
- F-84F Thunderstreak : juillet 1956 - 1er juillet 1965
- SEPECAT Jaguar : du 1er avril 1980 au 31 août 1989
- Mirage 2000N : du 1er août 1989 au 31 août 2011
- Alpha Jet : du 13 septembre 2012 au 5 juin 2020
- Pilatus PC-21 : depuis le 16 septembre 2020